# Alberto Meléndez Apodaca
Alberto Meléndez Apodaca (Villahermosa, Tabasco; 20 de junio de 1964). Es un abogado y político mexicano miembro del Partido Revolucionario Institucional (PRI), que ha desarrollado su carrera política en el Estado de Hidalgo.

## Formación Profesional
Es licenciado en Derecho en la Universidad Iberomexicana de Hidalgo. Ha realizado diversos cursos, seminarios y diplomados en diferentes instituciones.

## Trayectoria Política
Durante 1993 es nombrado Subsecretario de Organización del CDE del PRI Hidalgo, posteriormente en el año 1995 fue Secretario de Acción Electoral del Comité Directivo Estatal. Para 1996 es elegido Presidente del Comité Directivo Municipal del PRI en Pachuca y posteriormente Coordinador Ejecutivo Estatal del Movimiento Territorial (MT). Es elegido Secretario General de la Confederación Nacional de Organizaciones Populares en Hidalgo (CNOP). En el año de 2015 a 2017 es elegido Presidente del Comité Directivo Estatal del PRI en Hidalgo.

## Administración Pública Federal
De julio del 2017 a noviembre del 2018 fue Delegado Federal en Hidalgo de la Secretaría de Medio Ambiente y Recursos Naturales (SEMARNAT).

## Administración Pública Estatal
1999 a 2001 fue Secretario Privado del C. Gobernador del Estado  de Hidalgo, Lic. Manuel Ángel Núñez Soto.
2002 fue Secretario de Desarrollo Económico del Gobierno del Estado de Hidalgo, cargo que desempeñó durante ocho meses.
2008 a 2009 fue Coordinador de la Comisión para el Desarrollo del Valle de Tizayuca.
2008 a 2010 Representante del Gobierno del Estado de Hidalgo en la Ciudad de México
2009 a 2010 Coordinador de Desarrollo Metropolitano del Gobierno del Estado de Hidalgo
2011 a 2015 fue Secretario de Planeación, Desarrollo Regional y Metropolitano del Gobierno del Estado de Hidalgo.

## Administración Pública Municipal
2003 a 2006 fue Presidente Municipal de Pachuca de Soto Hidalgo
Fue tesorero de la FENAMM (Federación Nacional de Municipios de México) y Vicepresidente de la AMMAC (Asociación de Municipios de México). Integrante del Consejo Directivo de la Federación Latinoamericana de Ciudades y Municipio (FLACMA),año 2004. Integrante del Consejo Directivo de la Organización Mundial de Ciudades y Gobiernos Locales Unidos (CGLU), año 2004. Presidente de la Zona Centro de la FENAMM, año 2005. 

## Cargos de elección popular
Fue elegido diputado local suplente del Distrito 1 Pachuca desde 2002 a 2005.
Fue elegido presidente municipal de Pachuca de Soto por el Partido Revolucionario Institucional, el 15 de enero de 2003, cargo que ocupó hasta el 16 de enero de 2006.